# Pink Friday: Roman Reloaded
Pink Friday: Roman Reloaded е вторият албум на Ники Минаж.

## Списък с песните[4][5][6][7][8]

### Оригинален траклист
1. Roman Holiday – 4:05
2. Come on a Cone – 3:05
3. I Am Your Leader (с Cam'ron и Рик Рос) – 3:33
4. Beez in the Trap (с Ту Чейнс) – 4:28
5. HOV Lane – 3:13
6. Roman Reloaded (с Лил Уейн) – 3:16
7. Champion (с Нас, Дрейк и Young Jeezy) – 4:56
8. Right by My Side (с Крис Браун) – 4:25
9. Sex in the Lounge (с Лил Уейн и Bobby V) – 3:27
10. Starships – 3:30
11. Pound the Alarm – 3:25
12. Whip It – 3:15
13. Automatic – 3:18
14. Beautiful Sinner – 3:47
15. Marilyn Monroe – 3:16
16. Young Forever – 3:06
17. Fire Burns – 3:00
18. Gun Shot (с Beenie Man) – 4:39
19. Stupid Hoe – 3:16

### iTunes Store издание
1. Press Conference (с Charlemagne и Safaree SB Samuels) – 21:03

### Делукс издание
1. Turn Me On (Давид Гета и Ники Минаж) – 3:19
2. Va Va Voom – 3:03
3. Masquerade – 3:48

### iTunes Store делукс издание
1. Press Conference (с Charlemagne и Safaree SB Samuels) – 21:03

### Дигитално делукс издание
1. Va Va Voom – 3:03
2. Masquerade – 3:48

## Сингли
1. Starships – 3:30
2. Right by My Side (с участието на Крис Браун) – 4:25
3. Beez in the Trap (с участието на Ту Чейнс) – 4:28
4. Pound the Alarm – 3:25
5. Va Va Voom – 3:03

## Сертификации
| Държава | Сертификация |
| ------- | ------------ |
| Япония  | Златен       |